# 田學文
田學文（1911年—1994年），是一名畫家，1911年出生於江蘇南通。1949年後在台灣居住，1994年在台灣病逝。
田學文1935年入上海美專, 師授劉海粟, 劉抗, 黃賓虹, 潘天壽，屬於海上畫派，曾在台灣輔仁大學、中國文化大學教授美術。田學文的作品被台灣行政院文化部, 新北市政府文化局等單位收藏，田學文的作品曾舉辦過數次個人展。